# 西阿格德尔

西阿格德尔郡在挪威的位置

西阿格德尔（挪威語： 聆听ⓘ）是挪威南部已撤銷的郡，首府为克里斯蒂安桑。西阿格德尔郡面积7276平方公里，人口163,702（2007年），曾是挪威人口第14大郡。
2020年1月1日西阿格德尔郡与东阿格德尔郡合并成立了新的阿格德尔郡。

## 市镇
西阿格德尔郡有15个市镇，如下：
| 西阿格德尔郡市镇 | 1. 奧瑟拉爾（Åseral） 2. 艾于德訥達爾（Audnedal） 3. 法尔松（Farsund） 4. 弗萊克菲尤爾（Flekkefjord） 5. 海格博斯塔（Hægebostad） 6. 克里斯蒂安桑（Kristiansand） 7. 克维内斯达尔（Kvinesdal） 8. 里訥斯訥斯（Lindesnes） 9. 灵达尔（Lyngdal） 10. 曼达尔（Mandal） 11. 馬納爾達爾（Marnardal） 12. 錫爾達爾（Sirdal） 13. 松訥（） 14. 松達倫（Songdalen） 15. 文訥斯拉（Vennesla） |